# Осибай
Осибай (каз. Өсібай) — село в Каркаралинском районе Карагандинской области Казахстана. Административный центр аульного округа Ныгмет.
Находится примерно в 98 км к северо-востоку от районного центра, города Каркаралинска. Код КАТО — 354875100.

## Население
В 1999 году население села составляло 892 человека (457 мужчин и 435 женщин). По данным переписи 2009 года, в селе проживали 462 человека (238 мужчин и 224 женщины).